# Messerschmitt Bf 161
Le Messerschmitt Bf 161 est un avion de reconnaissance qui n'a jamais été produit en série. Il dérivait du Messerschmitt Bf 110B.

## Développement
Le Bf 161 était un avion de reconnaissance basé sur le Bf 110, et très semblable extérieurement au Bf 162 conçu comme un bombardier léger. Le prototype V1, motorisé par deux Junkers Jumo 210, a effectué son premier vol le 9 mars 1938. Il a été suivi par un deuxième prototype, propulsé par deux Daimler-Benz DB 600A, qui a effectué son premier vol le 30 août 1938.
L'avion n'est pas entré en production : il a été rapidement décidé qu'un nouveau type d'avion n'était pas nécessaire et qu'une variante du Bf 110 pourrait jouer le rôle d'avion de reconnaissance.